# Gebel Dosha
Gebel Dosha és un promontori de gres situat a la riba occidental del riu Nil entre Soleb i Sedeinga, a l'Estat Nord del Sudan. Conté un speos de Tutmosis III, semblant al contemporani temple d'Ellesiya, així com diverses esteles i inscripcions rupestres de l'època de l'Imperi Nou d'Egipte.

## La capella
La capella, excavada en la roca, que domina el Nil, conté inscripcions parcialment perdudes de Tutmosis III. A la paret inferior de la capella hi ha tres estàtues sedents, desfigurades en part.

## Inscripcions rupestres i esteles

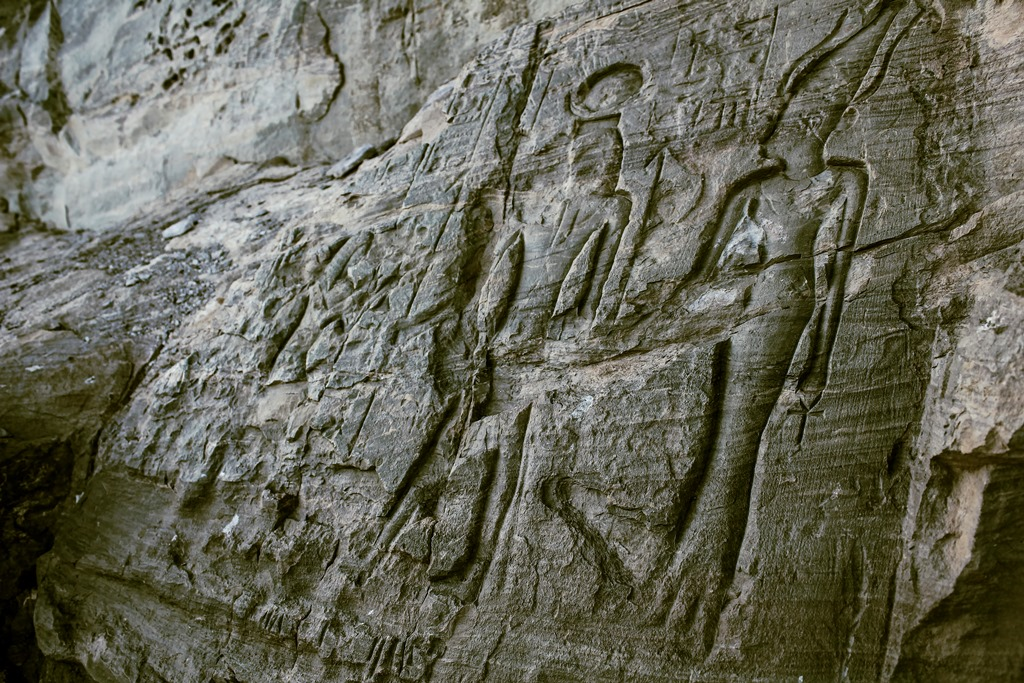
Amenemopet amb ofrena a un déu lunar i a la dea Satet

A principis de la dinastia XIX d'Egipte s'hi afegiren algunes esteles, la majoria pel virrei de Kush Amenemopet. Una de les esteles mostra Seti I fent ofrenes als déus Khnum, Satet i Anuket. Altra estela, en baix relleu, mostra una ofrena d'un Amenemopet agenollat a un déu lunar i a la dea Satet. Hi ha tallades a la roca alguns grups de figures caminant.